# Mormopterus acetabulosus
Mormopterus acetabulosus је сисар из реда слепих мишева и фамилије Molossidae. 

## Угроженост
Ова врста се сматра рањивом у погледу угрожености врсте од изумирања.

## Распрострањење
Маурицијус је једино познато природно станиште врсте.

## Популациони тренд
Популациони тренд је за ову врсту непознат.

## Станиште
Врста Mormopterus acetabulosus има станиште на копну.